# 古澤満
古澤 満（ふるさわ みつる、1932年9月18日 - ）は、日本の進化学者、実業家。ネオ・モルガン研究所（現ちとせ研究所）創業者。「不均衡進化理論」の提唱で知られる。父は旧制神戸医科大学名誉教授の古澤一夫。

## 経歴
- 1932年 生まれ。大阪府立佐野高等学校・金沢大学理学部生物学科卒業、大阪市立大学大学院理学研究科中途退学、大阪市立大学理学部助手（後に助教授）。
- 1967年 理学博士（大阪市立大学）。論文名は「マウス赤血球及びエールリッヒ腹水癌細胞膜の抗原性」。
- 1983年 大阪市立大学を退職、第一製薬中央研究所分子生物研究室室長。
- 1987年 新技術事業団（現科学技術振興機構）・創造科学（ERATO）「古澤発生遺伝子プロジェクト」総括責任者（～1992年）。
- 1989年 第一製薬取締役。
- 1992年 不均衡進化理論を発表する（M.Furusawa and H.Doi,J.Theor.Biol.157(1992),127）。
- 2002年 ネオ・モルガン研究所設立（2015年にちとせ研究所に社名変更）。

## 不均衡進化理論
2本の鎖から成り立っているDNAに複製が発生したときに、それぞれの鎖から各1本ずつ、合計2本の複製DNAが発生する。不均衡進化理論は、この2本のDNA変異率が異なる。つまり、1本の複製DNAはオリジナルのDNAに忠実に複製されるが、もう一本の複製DNAは変異が生じやすい事に注目し、この変異が生じやすい複製DNAにより多様な遺伝子が発生し、生物進化に繋がったと主張する理論である。

## 受賞
- 1975年 第4回高松宮妃癌研究学術会賞

## 著書
- 不均衡進化論 (筑摩選書：筑摩書房)2010年

## リンク
- ちとせ研究所
- 古澤満コラム（ちとせ研究所）